# سابينا جاكوبسن
سابينا جاكوبسن (بالسويدية: Sabina Jacobsen) مواليد 24 مارس 1989 في لوند، هي لاعبة كرة يد سويدية تلعب كظهير أيسر. مثلت منتخب السويد لكرة اليد للسيدات. شاركت في دورة الألعاب الأولمبية الصيفية سنة 2016. حققت المركز الثاني في بطولة أوروبا لكرة اليد للسيدات 2010.

## سجل المنافسة
شاركت في البطولات التالية:
- الألعاب الأولمبية الصيفية 2016
- بطولة العالم لكرة اليد للسيدات 2011
- بطولة العالم لكرة اليد للسيدات 2015
- بطولة أوروبا لكرة اليد للسيدات 2010
- بطولة أوروبا لكرة اليد للسيدات 2012
- بطولة أوروبا لكرة اليد للسيدات 2014

## الميداليات
| الميدالية | المسابقة                            |
| --------- | ----------------------------------- |
| فضية      | بطولة أوروبا لكرة اليد للسيدات 2010 |
| برونزية   | بطولة أوروبا لكرة اليد للسيدات 2014 |

## روابط خارجية
- سابينا جاكوبسن على موقع الاتحاد الأوروبي لكرة اليد (الإنجليزية)
- سابينا جاكوبسن على موقع أوليمبيديا (الإنجليزية)
- سابينا جاكوبسن على موقع اللجنة الأولمبية السويدية (السويدية)